# Суриковка
Суриковка (каз. Суриков) — село в Костанайском районе Костанайской области Казахстана. Входит в состав Шишкинского сельского округа. Находится примерно в 46 км к северу от центра города Костаная. Код КАТО — 395469200.

## Население
В 1999 году население села составляло 374 человека (183 мужчины и 191 женщина). По данным переписи 2009 года, в селе проживали 243 человека (126 мужчин и 117 женщин).